# Vivaticket
Vivaticket è una società per azioni italiana operante nel ticketing online. 

## Storia
L'azienda, con sede legale a Bologna, è stata fondata il 23 settembre 1999 da Luca Montebugnoli e Luana Sabattini, con il nome di Best Union Company S.p.A., e con questo nome dal 2008 al 2018 è stata quotata alla Borsa di Milano sul segmento MTA (Mercato Telematico Azionario).
Nel giugno 2018 ha ottenuto il delisting e ha successivamente assunto l'attuale denominazione. Nel 2019 è stata acquistata dal fondo Investcorp. Oltre alla sede centrale di Bologna, l'azienda dispone di ulteriori otto sedi operative in Italia e dodici all'estero, in Europa, Asia, Americhe e Oceania.

## Servizi
Vivaticket fornisce sistemi integrati (software e hardware) di biglietteria elettronica e controllo accessi per eventi teatrali, sportivi ed altri eventi ricreativi e d'intrattenimento oltre che per mostre d'arte, fiere e parchi di divertimento. La rete di vendita affianca all'app e al sito web aziendali un sistema di call center e 1500 negozi fisici e box office.